# 谷崎鷹人
谷崎 鷹人（たにさき たかひと、1992年11月25日 - ）は、日本のフードファイター、YouTuber、タレント、料理研究家。キューブエンターテイメント所属。長崎県壱岐市生まれ、福岡県育ち。血液型はO型。愛称は「谷やん」「谷谷ぴっちゃん」。

## 来歴・人物
長崎県壱岐市生まれ。生後まもなく福岡県に家族で移り住み、以後現在まで福岡県に居住する。家族構成は両親と3歳上に兄がいる。
家族の中では自身と父が大食いであり、夕食のおかずを父と取り合っていた。中学生時代は柔道部、福岡工大城東高校在学中は弓道部と運動部に所属。大学生時代はボクシング部に所属していたものの、くも膜のう胞を持っていることが判明し引退。厳しい体重制限をしていた反動で、ガッツリ食事をしてみたところ１升のご飯を食べきれてしまい、また後日、合宿免許中に後輩とラーメンの替え玉対決したところ18回を達成したことから大食いを自覚、また大食い選手権への参加を考えるようになった。
2016年9月18日にYouTubeチャンネルを開設、2017年1月8日に動画投稿開始。自身で大量の料理を作り、それを一度に完食する様子を投稿している。
2022年10月28日投稿の動画より肝臓の不調のため動画投稿を休止していたが、2024年8月3日より動画投稿を再開した。

## 出演
- 元祖!大食い王決定戦（2016年10月から2017年10月まで不定期出演、テレビ東京系列）
- しゃべくり007（2018年3月19日、日本テレビ系列）
- ジョブチューン（2019年5月18日、TBSテレビ）
- カジサックのじゃないと！（2020年12月13日、熊本県民テレビ）